# 李席珍
李席珍（1747年—1827年），字立斋，号渠南，山东寿光人。清朝政治人物。

## 生平
李席珍为弥北李氏20世（李家官庄16世）。父李体易為清乾隆38年岁贡，曾任泰安训导。李席珍自幼聪慧好学，于乾隆三十六年（1771年）在省城考中辛卯科亚元（乡试第二名举人），时24岁（村志载）。此后六次进京赶考，屡试不第，直到乾隆五十八年（1793年）第七次考中进士，年已46岁。授官山东泰安府教授，他工作出色，三年后（1796年）受到朝廷嘉奖。现存敕命两件，称他：“教士有方，授经多术”，“持躬醇谨，讲业详明”。赠授文林郎，其父亦授赠文林郎，其母赠为孺人。席珍晚年还乡，他“以敦品励行范其乡”，倍受族人尊重。他一生清廉，传其八秩而卒。其长子李芳烈，嘉庆13年（1809年）举人，《寿光县志》记为“副贡，日照县教谕”。

## 轶事
- 席珍考进士 有一段有趣的传说：六次进京赶考屡试不第，其父也明白原因是席珍怯场，信心不足，尤其对皇帝的提问，口试成绩不好。而其哥哥也是因为同样原因，七次不第放弃仕途的。因而，“七”成了家里和席珍的大忌。第七个年头到来，其父为他占卜一卦，占卜人说：“孩子的头还没长大，等头大了就考上了”。这事让李席珍知道了以后，他便经常私下里用红绒绳量自己的头，看是否长大一些。日子久了被其嫂子看到，嫂子是一个非常聪慧、很有心计的人，反复追问，方知原委。这年春天，又到进京应试的日子，嫂子趁他不在的空，将他常量头的红绳剪去一段。不几天，嫂子就看到席珍一反常态，精神爽朗，嫂子心里明白： 他一定是感到自己的头长大了，更有了信心。到了赶考日，他高高兴兴，打点行囊，与家人辞别，临行前，嫂子还特意嘱咐几句，祝兄弟进京赶考成功。后来，席珍一举成名，不仅席珍对嫂子感激不尽，这个“量头与剪绳”的故事也被族人传为佳话，一直流传至今。
- 进士为官的具体事迹未见记载，但从《敕命》书中可知他敬业勤恳，潜心研究教学之道，他的教授方法和讲稿被朝廷宣扬推广。《寿光县志》等资料中载有其书目《授经堂稿》和《云蔼诗抄》，未有具体内容。
- 传说最多的是他与堂叔李莪华的故事。年轻时叔侄俩关系密切，经常在一起“谈经论道”，后莪华无意仕途，专心醫術。侄慕叔医德高尚，受民爱戴； 叔慕侄学识渊博，为官正廉。莪华去世时是席珍放官的第三年，此间，席珍返乡探亲专程去九巷看望李莪华。当看到莪华一生治病救人，而自己晚年生活清贫，无钱治病时，便进县衙找知县照顾。时知县范晋（浙江人，监生），谈话间与知县意见不一，发起火来，见旁边一拄棍，席珍拿起就打，吓得知县跑到屋外。所以，就有了“进士打了县长两拐棒”的传说。
- 莪华去世前，曾有“叶落归根”的意愿，莪华去世五年后，在李席珍的主持下，在官庄为其造茔建庙，并以莪华生日农历四月十三日定为庙会，并亲自主持为塑像开光，为庙会起会。起会后，不少外乡地痞前来闹事（如潍县的同春会），他曾极力维护。据传后来他的学生周天爵（字敬修，山东东阿人。嘉庆进士，历任河南巡抚、湖广总督、道光三十年广西巡抚），曾帮过他不少忙，还来为他祝寿。